# 陶景洲
陶景洲（1958年—），男，生于安徽省界首市。法籍华裔律师、仲裁员。曾任德杰律师事务所管理合伙人，高特兄弟律師事務所中國區管理合夥人兼國際執行委員會成員等职。曾代表中国出口企业及出口商应诉数起反倾销案件。:181陶景洲曾于2018年连续三年被法律评级机构法律术语发布的榜单《亚太法律500强》评为中国领先的争端解决律师，也因其在中国解决争议的实践而连续入选法律评级公司钱伯斯的《钱伯斯全球指南》和《钱伯斯亚太法律指南》两份榜单。

## 生平

### 早年经历
陶景洲1958年生于安徽省界首县（今界首市）的一个普通家庭，中学毕业后以知识青年的身份下鄉插隊。1977年作为文化大革命后恢復高考的首批大学生考入北京大学法律系，:147:384已故的中华人民共和国国务院前总理李克强是其同窗。1982年，中国刚刚开始公派留学研究生，陶景洲参加并通过了出国预备留学生的考试，飞抵法国巴黎的巴黎第一大学学习比较法，成为当时中国恢复高考制度以后最早的公派留学生之一。:147:384

### 巴黎留学

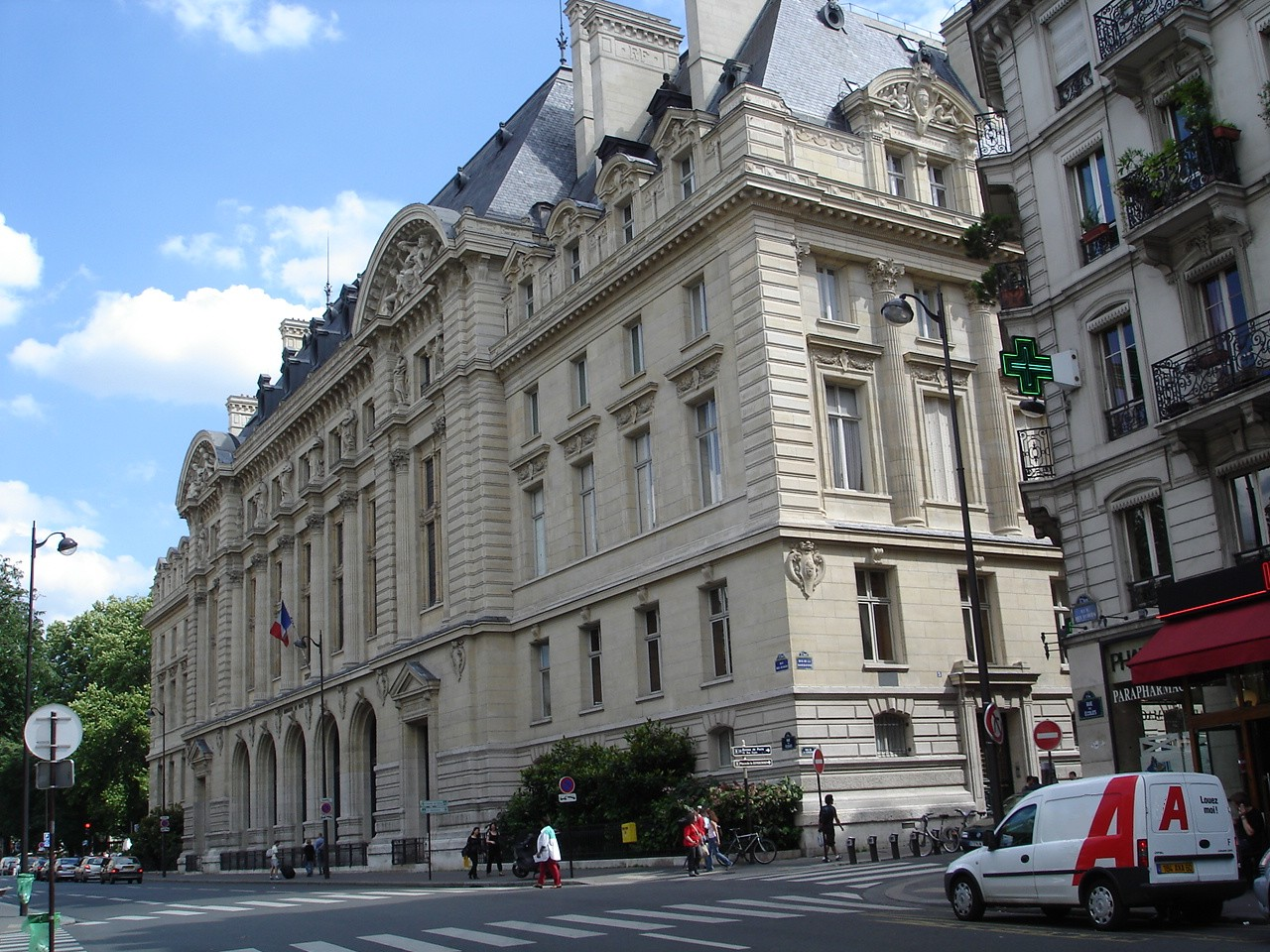
陶景洲曾在巴黎第一大学攻读比较法专业留学生

在巴黎一大留学期间，陶景洲身上仅有每月1900元人民币的助学金，在生活成本昂贵的巴黎生活显得捉襟见肘。:168:46而且刚上课时完全听不懂法语。又因为学习法律对语言水平的要求很高，所以陶景洲感到压力很大。:147于是陶景洲每天花十几小时拼命地学习法语，甚至街道两旁的路标和店名都是其练习法语的课本。最终花了半年时间学会了法语。:384:70

### 步入职场

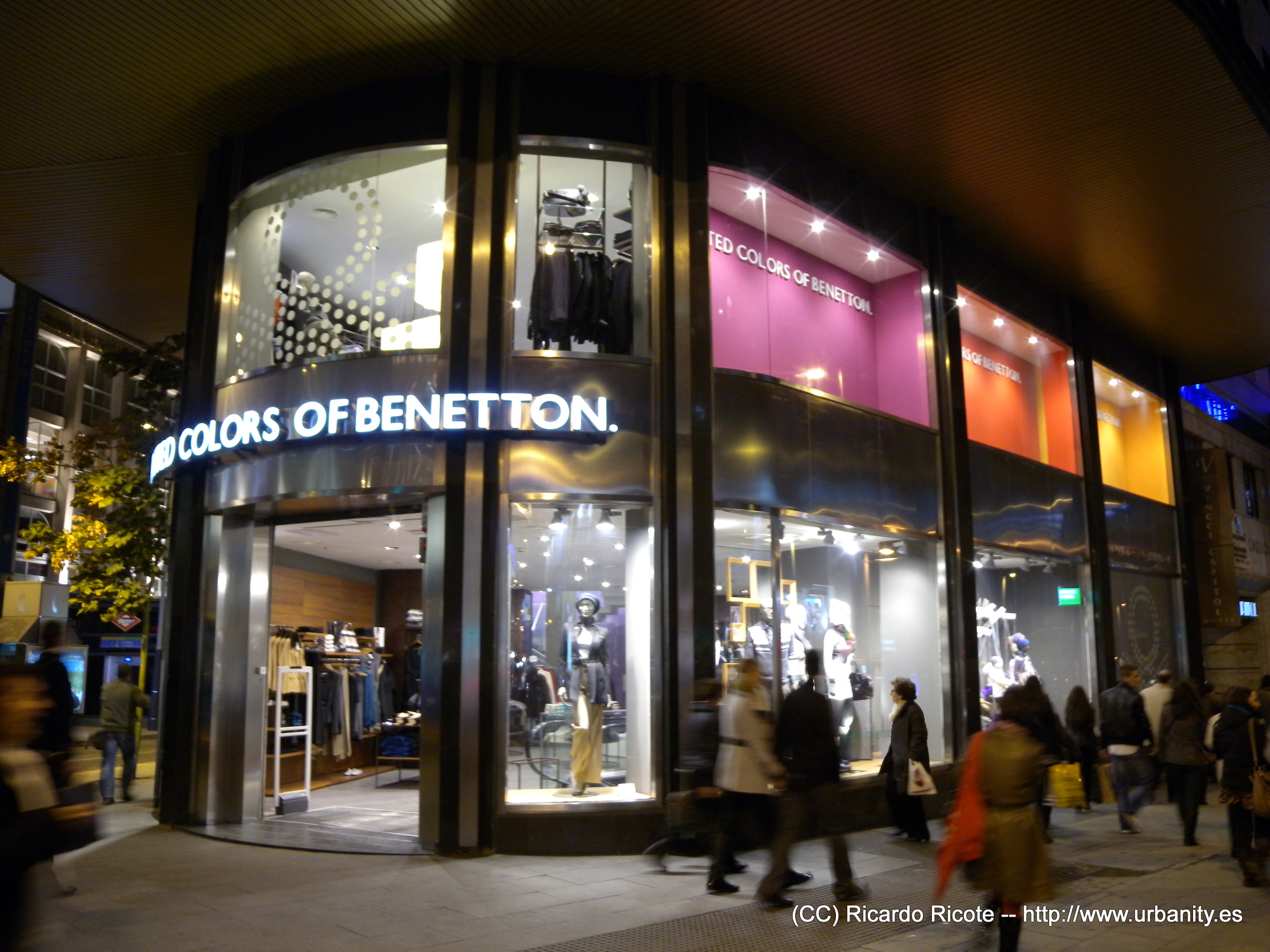
陶景洲于1986年与意大利知名服装品牌贝纳通创办人兼董事长卢西亚诺·贝纳通在威尼斯相识，并获其信任负责该公司在中国的律师事务

1984年，陶景洲取得高等深入研究文凭。1985年，他获得其导师法国比较法学家安德烈·通克的推荐，进入让代律师事务所工作。成为第一位进入法国律师事务所工作的中国留学生。:70:148翌年，陶景洲进入巴黎第二大学和巴黎第十大学，用法语讲授中国经济法课程。:385同年获得意大利服装品牌贝纳通创办人兼总裁卢西亚诺·贝纳通的信任，负责该公司在中国的律师事务。:46

### 回国工作

#### 进入高特律师事务所
在柏林墙倒塌之后，陶景洲认为中国会成为外国投资的热地，于是他向让代律师事务所建议其在中国设立办事处，但因事务所合伙人意见不一致而作罢。由于恰好当时高特兄弟律師事務所正在选择其驻中国办事处的律师人选，陶景洲被该事务所选中，于1991年9月9日进入高特兄弟律师事务所当律师。:203回国后，陶景洲先后为数十家中国公司代理反倾销诉讼，帮助诸多中国企业扫清走向国际市场过程中的屏障。被称为“中国反倾销第一人”。且其几年时间参与代理的外国客户在中国的实际投资总额超过了数十亿美元。:3861996年，陶景洲在高特事务所所有合伙人的一致投票赞同下，成为高特事务所历史上第一位华人合伙人。:46

#### 协助法国企业完成在中国业务

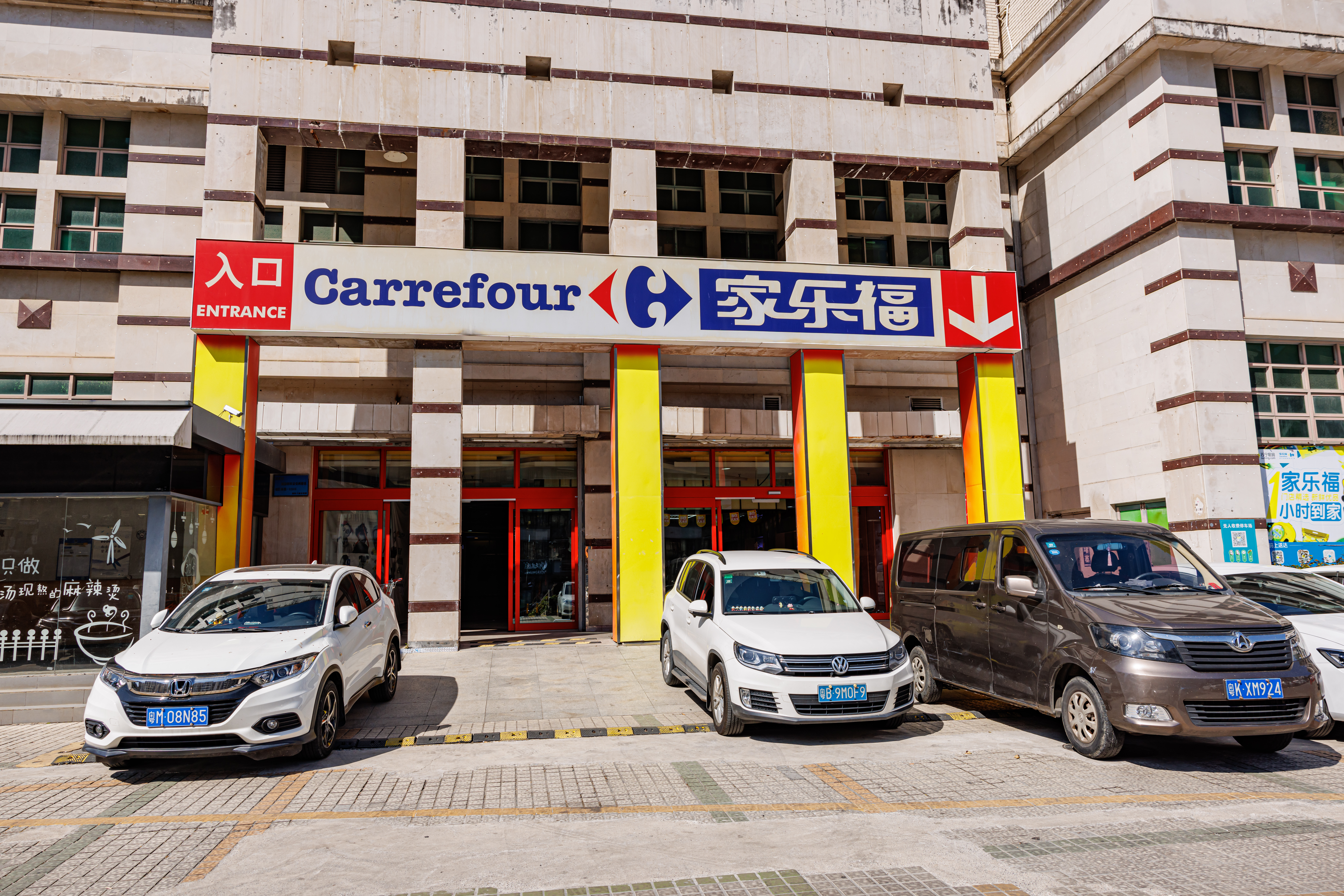
陶景洲曾经于1997年协助法国零售集团家乐福进入中国市场，又于2004年协助家乐福于完成了其在中国的37家营业机构的重新组建工作

1997年，陶景洲帮助法国零售集团家乐福进入中国市场。2004年3月份又帮助家乐福完成了其在中国37家营业机构的重组的事务。同年年初，高特中国事务部在陶景洲的领导下处理了法国化妆品企业欧莱雅收购中国化妆品公司小护士和羽西的事宜。实现中国和外国的化妆品牌在竞争中的资源整合。:71:386

#### 北京夏奥仲裁员

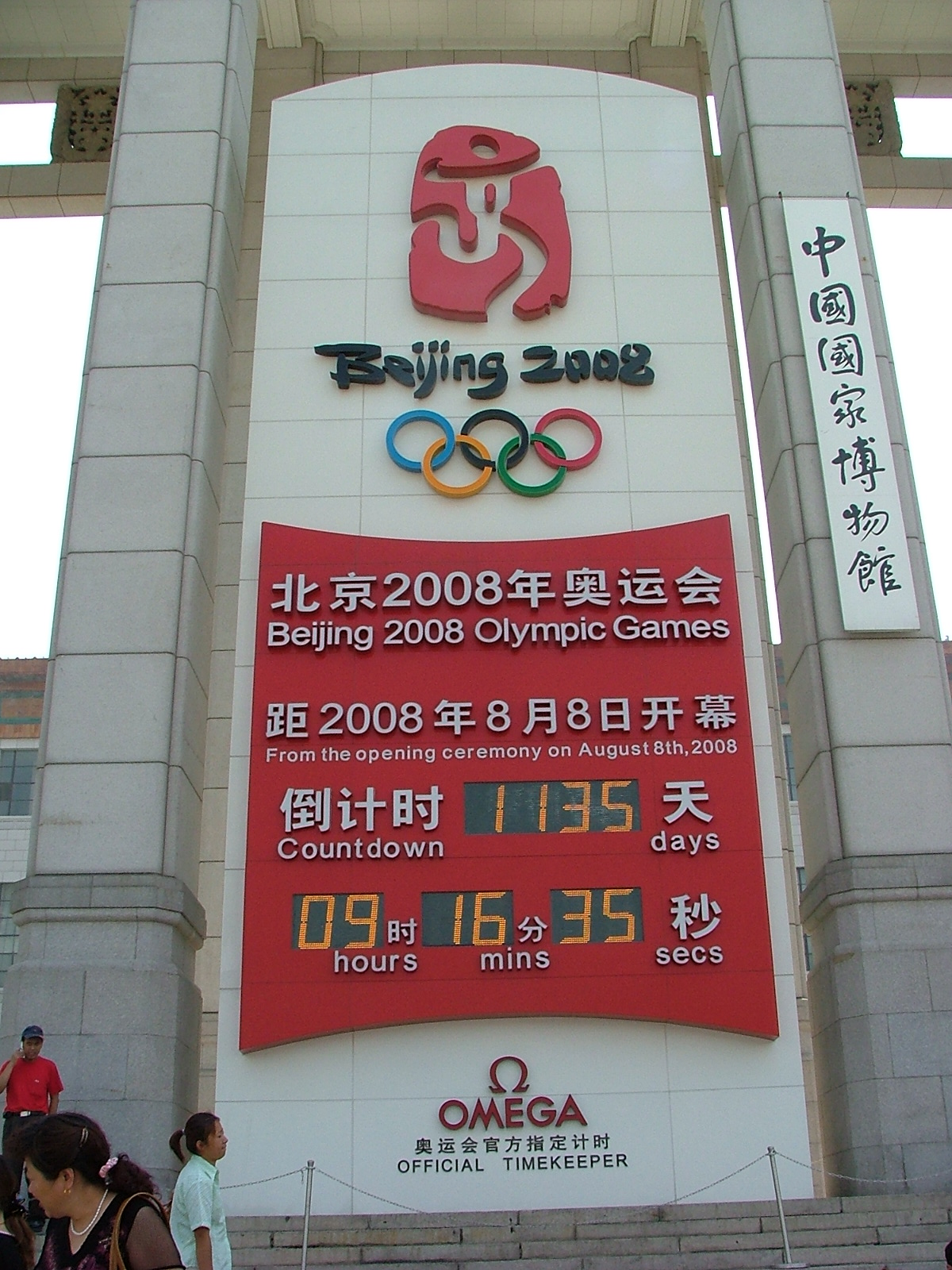
陶景洲在2008年得到多人推荐当选2008年夏季奥林匹克运动会临时仲裁院仲裁员，为该届奥运会解决各类争议

2008年5月13日，陶景洲得到时任国际商会国际仲裁院主席皮埃尔·特希尔、原国际商会国际仲裁院主席和北京夏奥会临时仲裁院主席罗伯特·布林纳的推荐，从国际体育仲裁院270位常任仲裁员中被选为北京夏奥会临时仲裁院仲裁员，为此次奥运会解决各种冲突和争议事项。:54

#### 北京冬奥仲裁员
2020年，陶景洲离开律师事务所，声称其未来几十年的时间里会把工作重心集中于仲裁事务。且被国际体育仲裁院选为北京冬奥会13个临时仲裁庭仲裁员，与其他8个仲裁员处理普通争议事项。

## 社会兼职

### 机构兼职
陶景洲现兼任中华人民共和国最高人民法院国际商事法庭首批专家委员会委员（2018年8月24日起）、中国国际经济贸易仲裁委员会专家咨询委员会委员、香港国际仲裁中心国际专家咨询委员会委员、国际仲裁律师实务基金会顾问委员会委员等职。

### 学术兼职
陶景洲现任北京大学法学院兼职教授、清华大学法学院兼职教授、华东政法大学兼职教授、阜阳师范大学兼职教授、国家律师学院客座教授等职。

### 仲裁员兼职
陶景洲目前被美国仲裁协会、亚洲国际仲裁中心、中华仲裁协会国际仲裁中心、国际体育仲裁法庭、香港国际仲裁中心、中国国际经济贸易仲裁委员会（1994年4月1日起:1023）等仲裁机构聘为仲裁员。

## 著作列表
- . Kluwer Law International. 2012. ISBN 978-9041140463 （英语）.
- . 汤森路透（第五版）. 2012.（与Owen Nee合著）
- . 律商联讯. 2010 （法语）.
- . JurisNet. 2010. ISBN 978-1-933833-59-0.（Kaj Hobér、Annette Magnusson和Marie Öhrström编辑）
- . Kluwer Law International. 2005. ISBN 978-9041124166 （英语）.
- . 斯威特与麦克斯维尔（英语：Sweet & Maxwell）. 2003. ISBN 9626611782 （英语）.（与Diarmuid O'Brien合著）
- . Juris. 2002.（Philip J. McConnaughay 和Tom Ginsburg 编辑）
- . Oceana Publications（英语：Oceana Publications）. 2002. ISBN 978-0379012538.
- . Economica. 1999. ISBN 9782717839630.
- . 法国大学出版社（英语：Presses_Universitaires_de_France）. 1991-01-01. ISBN 978-2130440789 （法语）.
- . FeniXX réédition numérique（法语：FeniXX réédition numérique）. 1987-01-01. ASIN B01KC280G6 （法语）.[1]